# Campionato del mondo endurance 2016
La stagione 2016 del campionato del mondo endurance è stata la quinta edizione del campionato organizzato congiuntamente dalla FIA e dall'ACO. La serie era aperta a Le Mans Prototypes e auto da corsa in stile Gran Turismo che soddisfacevano quattro categorie ACO. La stagione è iniziata sul circuito di Silverstone ad aprile e si è conclusa al circuito internazionale del Bahrain a novembre, e comprendeva l'84ª corsa della 24 Ore di Le Mans. Questa stagione è stata anche l'ultima stagione WEC per l'Audi Sport Team Joest che ha deciso di non correre nella stagione 2017 del campionato del mondo endurance.

## Calendario
L'ACO ha annunciato un calendario provvisorio durante la 6 Ore del Circuito delle Americhe 2015 nel settembre 2015. Il calendario mantiene gli otto round del 2015, ma aggiunge la 6 Ore di Città del Messico all'Autodromo Hermanos Rodríguez. Il campionato mondiale di auto sportive ha già visitato Città del Messico nel 1991. Il round del Nürburgring è stato spostato di un mese in avanti a luglio per colmare il divario dopo Le Mans.
Una sessione di test si è svolta prima dell'inizio della stagione sul Circuito Paul Ricard a marzo, mentre i test obbligatori per la 24 Ore di Le Mans si sono svolti nella prima settimana di giugno.
| Gara | Evento                     | Circuito                      | Sede                       | Data              |
| ---- | -------------------------- | ----------------------------- | -------------------------- | ----------------- |
| 1    | 6 Ore di Silverstone       | Circuito di Silverstone       | Silverstone, Regno Unito   | 17 aprile 2016    |
| 2    | 6 Ore di Spa-Francorchamps | Circuito di Spa-Francorchamps | Stavelot, Belgio           | 7 maggio 2016     |
| 3    | 24 Ore di Le Mans          | Circuit de la Sarthe          | Le Mans, Francia           | 18-19 giugno 2016 |
| 4    | 6 Ore del Nürburgring      | Nürburgring                   | Nürburg, Germania          | 24 luglio 2016    |
| 5    | 6 Ore del Messico          | Autódromo Hermanos Rodríguez  | Città del Messico, Messico | 3 settembre 2016  |
| 6    | 6 Ore del COTA             | Circuito delle Americhe       | Austin, Stati Uniti        | 17 settembre 2016 |
| 7    | 6 Ore del Fuji             | Circuito del Fuji             | Oyama, Giappone            | 16 ottobre 2016   |
| 8    | 6 Ore di Shangai           | Circuito di Shangai           | Shangai, Cina              | 6 novembre 2016   |
| 9    | 6 Ore del Bahrain          | Circuito di Sakhir            | Sakhir, Bahrein            | 19 novembre 2016  |

## Scuderie e piloti

### Classe LMP1
La FIA ha presentato il 5 febbraio un'iscrizione di 32 vetture per la stagione 2016, suddivise in quattro categorie: Le Mans Prototype 1 (LMP1) e 2 (LMP2) e Le Mans Grand Touring Endurance Professional (LMGTE Pro) e Amateur (LMGTE Am).
| Scuderia              | Vettura             | Pneumatici | #  | Piloti               | Gare     |
| --------------------- | ------------------- | ---------- | -- | -------------------- | -------- |
| Porsche Team          | Porsche 919 Hybrid  | M          | 1  | Timo Bernhard        | Tutte    |
| Porsche Team          | Porsche 919 Hybrid  | M          | 1  | Mark Webber          | Tutte    |
| Porsche Team          | Porsche 919 Hybrid  | M          | 1  | Brendon Hartley      | Tutte    |
| Porsche Team          | Porsche 919 Hybrid  | M          | 2  | Romain Dumas         | Tutte    |
| Porsche Team          | Porsche 919 Hybrid  | M          | 2  | Neel Jani            | Tutte    |
| Porsche Team          | Porsche 919 Hybrid  | M          | 2  | Marc Lieb            | Tutte    |
| ByKolles Racing Team  | CLM P1/01           | D          | 4  | Simon Trummer        | Tutte    |
| ByKolles Racing Team  | CLM P1/01           | D          | 4  | Oliver "Oli" Webb    | Tutte    |
| ByKolles Racing Team  | CLM P1/01           | D          | 4  | James Rossiter       | 1-2      |
| ByKolles Racing Team  | CLM P1/01           | D          | 4  | Pierre Kaffer        | 3-5, 7-9 |
| Toyota Gazoo Racing   | Toyota TS050 Hybrid | M          | 5  | Sébastien Buemi      | Tutte    |
| Toyota Gazoo Racing   | Toyota TS050 Hybrid | M          | 5  | Kazuki Nakajima      | Tutte    |
| Toyota Gazoo Racing   | Toyota TS050 Hybrid | M          | 5  | Anthony Davidson     | 1-4, 6-9 |
| Toyota Gazoo Racing   | Toyota TS050 Hybrid | M          | 6  | Mike Conway          | Tutte    |
| Toyota Gazoo Racing   | Toyota TS050 Hybrid | M          | 6  | Stéphane Sarrazin    | Tutte    |
| Toyota Gazoo Racing   | Toyota TS050 Hybrid | M          | 6  | Kamui Kobayashi      | Tutte    |
| Audi Sport Team Joest | Audi R18            | M          | 7  | André Lotterer       | Tutte    |
| Audi Sport Team Joest | Audi R18            | M          | 7  | Marcel Fässler       | Tutte    |
| Audi Sport Team Joest | Audi R18            | M          | 7  | Benoît Tréluyer      | 1-3, 5-9 |
| Audi Sport Team Joest | Audi R18            | M          | 8  | Oliver Jarvis        | Tutte    |
| Audi Sport Team Joest | Audi R18            | M          | 8  | Lucas di Grassi      | Tutte    |
| Audi Sport Team Joest | Audi R18            | M          | 8  | Loïc Duval           | Tutte    |
| Rebellion Racing      | Rebellion R-One     | D          | 12 | Nick Heidfeld        | 1-4      |
| Rebellion Racing      | Rebellion R-One     | D          | 12 | Nicolas Prost        | 1-4      |
| Rebellion Racing      | Rebellion R-One     | D          | 12 | Nelson Piquet Jr.    | 1-4      |
| Rebellion Racing      | Rebellion R-One     | D          | 12 | Mathias Beche        | 4        |
| Rebellion Racing      | Rebellion R-One     | D          | 13 | Dominik Kraihamer    | Tutte    |
| Rebellion Racing      | Rebellion R-One     | D          | 13 | Alexandre Imperatori | Tutte    |
| Rebellion Racing      | Rebellion R-One     | D          | 13 | Mathéo Tuscher       | Tutte    |

### Classe LMP2
| Scuderia                  | Vettura             | Pneumatici | #  | Piloti                           | Gare      |
| ------------------------- | ------------------- | ---------- | -- | -------------------------------- | --------- |
| G-Drive Racing            | Oreca 05            | D          | 26 | Roman Rusinov                    | Tutte     |
| G-Drive Racing            | Oreca 05            | D          | 26 | René Rast                        | 1-6, 9    |
| G-Drive Racing            | Oreca 05            | D          | 26 | Nathanaël Berthon                | 1-2       |
| G-Drive Racing            | Oreca 05            | D          | 26 | William "Will" Stevens           | 3, 7-8    |
| G-Drive Racing            | Oreca 05            | D          | 26 | Alex Brundle                     | 4-9       |
| G-Drive Racing            | Gibson 015S         | D          | 38 | Simon Dolan                      | 2-3       |
| G-Drive Racing            | Gibson 015S         | D          | 38 | Jake Dennis                      | 2-3       |
| G-Drive Racing            | Gibson 015S         | D          | 38 | Giedo van der Garde              | 2-3       |
| SMP Racing                | BR Engineering BR01 | D          | 27 | Maurizio Mediani                 | Tutte     |
| SMP Racing                | BR Engineering BR01 | D          | 27 | Nicolas Minassian                | Tutte     |
| SMP Racing                | BR Engineering BR01 | D          | 27 | David Markozov                   | 2         |
| SMP Racing                | BR Engineering BR01 | D          | 27 | Michail Alëšin                   | 3, 7-9    |
| SMP Racing                | BR Engineering BR01 | D          | 37 | Vitalij Petrov                   | Tutte     |
| SMP Racing                | BR Engineering BR01 | D          | 37 | Viktor Shaytar                   | Tutte     |
| SMP Racing                | BR Engineering BR01 | D          | 37 | Kirill Ladygin                   | Tutte     |
| Extreme Speed Motorsports | Ligier JS P2        | D M        | 30 | Scott Sharp                      | 1-6       |
| Extreme Speed Motorsports | Ligier JS P2        | D M        | 30 | Ed Brown                         | 1-6       |
| Extreme Speed Motorsports | Ligier JS P2        | D M        | 30 | Johannes van Overbeek            | 1-6       |
| Extreme Speed Motorsports | Ligier JS P2        | D M        | 30 | Sean Gelael                      | 7-9       |
| Extreme Speed Motorsports | Ligier JS P2        | D M        | 30 | Antonio Giovinazzi               | 7-8       |
| Extreme Speed Motorsports | Ligier JS P2        | D M        | 30 | Giedo van der Garde              | 7, 9      |
| Extreme Speed Motorsports | Ligier JS P2        | D M        | 30 | Tom Blomqvist                    | 8         |
| Extreme Speed Motorsports | Ligier JS P2        | D M        | 30 | Tom Dillmann                     | 9         |
| Extreme Speed Motorsports | Ligier JS P2        | D M        | 31 | Luis Felipe Derani               | Tutte     |
| Extreme Speed Motorsports | Ligier JS P2        | D M        | 31 | Ryan Dalziel                     | Tutte     |
| Extreme Speed Motorsports | Ligier JS P2        | D M        | 31 | Chris Cumming                    | Tutte     |
| Baxi DC Racing Alpine     | Alpine A460         | D          | 35 | David Cheng                      | Tutte     |
| Baxi DC Racing Alpine     | Alpine A460         | D          | 35 | Ho-Pin Tung                      | Tutte     |
| Baxi DC Racing Alpine     | Alpine A460         | D          | 35 | Nelson Panciatici                | 1-6       |
| Baxi DC Racing Alpine     | Alpine A460         | D          | 35 | Paul-Loup Chatin                 | 7-9       |
| Signatech Alpine          | Alpine A460         | D          | 36 | Gustavo Menezes                  | Tutte     |
| Signatech Alpine          | Alpine A460         | D          | 36 | Nicolas Lapierre                 | Tutte     |
| Signatech Alpine          | Alpine A460         | D          | 36 | Stéphane Richelmi                | Tutte     |
| Strakka Racing            | Gibson 015S         | D          | 42 | Jonny Kane                       | 1-7       |
| Strakka Racing            | Gibson 015S         | D          | 42 | Nick Leventis                    | 1-6       |
| Strakka Racing            | Gibson 015S         | D          | 42 | Danny Watts                      | 1-3       |
| Strakka Racing            | Gibson 015S         | D          | 42 | Lewis Williamson                 | 4-7       |
| RGR Sport by Morand       | Ligier JS P2        | D          | 43 | Filipe Albuquerque               | Tutte     |
| RGR Sport by Morand       | Ligier JS P2        | D          | 43 | Bruno Senna                      | Tutte     |
| RGR Sport by Morand       | Ligier JS P2        | D          | 43 | Ricardo González                 | Tutte     |
| Manor                     | Oreca 05            | D          | 44 | Torsak Sriachavanon (Tor Graves) | 1-4       |
| Manor                     | Oreca 05            | D          | 44 | James Jakes                      | 1-2       |
| Manor                     | Oreca 05            | D          | 44 | William "Will" Stevens           | 1-2       |
| Manor                     | Oreca 05            | D          | 44 | Matt Rao                         | 3, 5-9    |
| Manor                     | Oreca 05            | D          | 44 | Roberto Merhi                    | 3, 6-7    |
| Manor                     | Oreca 05            | D          | 44 | Antônio Pizzonia                 | 4         |
| Manor                     | Oreca 05            | D          | 44 | Matthew "Matt" Howson            | 4         |
| Manor                     | Oreca 05            | D          | 44 | Richard Bradley                  | 5-9       |
| Manor                     | Oreca 05            | D          | 44 | Alfonso "Picho" Toledano Jr.     | 5         |
| Manor                     | Oreca 05            | D          | 44 | Alexander "Alex" Lynn            | 8-9       |
| Manor                     | Oreca 05            | D          | 45 | Matt Rao                         | 1-2, 4    |
| Manor                     | Oreca 05            | D          | 45 | Richard Bradley                  | 1-2, 4    |
| Manor                     | Oreca 05            | D          | 45 | Roberto Merhi                    | 1-2, 4, 9 |
| Manor                     | Oreca 05            | D          | 45 | Torsak Sriachavanon (Tor Graves) | 7-8       |
| Manor                     | Oreca 05            | D          | 45 | Alexander "Alex" Lynn            | 7         |
| Manor                     | Oreca 05            | D          | 45 | Shinji Nakano                    | 7         |
| Manor                     | Oreca 05            | D          | 45 | Roberto González Valdés          | 8-9       |
| Manor                     | Oreca 05            | D          | 45 | Mathias Beche                    | 8         |
| Manor                     | Oreca 05            | D          | 45 | Julien Canal                     | 9         |
| Panis-Barthez Compétition | Ligier JS P2        | D          | 23 | Fabien Barthez                   | 3         |
| Panis-Barthez Compétition | Ligier JS P2        | D          | 23 | Timothé Buret                    | 3         |
| Panis-Barthez Compétition | Ligier JS P2        | D          | 23 | Paul-Loup Chatin                 | 3         |

### Classe LMGTE Pro
| Scuderia                  | Vettura                  | Pneumatici | #  | Piloti                  | Gare     |
| ------------------------- | ------------------------ | ---------- | -- | ----------------------- | -------- |
| AF Corse                  | Ferrari 488 GTE          | M          | 51 | Gianmaria Bruni         | Tutte    |
| AF Corse                  | Ferrari 488 GTE          | M          | 51 | James Calado            | Tutte    |
| AF Corse                  | Ferrari 488 GTE          | M          | 51 | Alessandro Pier Guidi   | 3        |
| AF Corse                  | Ferrari 488 GTE          | M          | 71 | Davide Rigon            | Tutte    |
| AF Corse                  | Ferrari 488 GTE          | M          | 71 | Sam Bird                | Tutte    |
| AF Corse                  | Ferrari 488 GTE          | M          | 71 | Andrea Bertolini        | 3        |
| Ford Chip Ganassi Team UK | Ford GT                  | M          | 66 | Olivier Pla             | Tutte    |
| Ford Chip Ganassi Team UK | Ford GT                  | M          | 66 | Stefan Mücke            | Tutte    |
| Ford Chip Ganassi Team UK | Ford GT                  | M          | 66 | William "Billy" Johnson | 1-3      |
| Ford Chip Ganassi Team UK | Ford GT                  | M          | 67 | Andrew "Andy" Priaulx   | Tutte    |
| Ford Chip Ganassi Team UK | Ford GT                  | M          | 67 | Harry Tincknell         | Tutte    |
| Ford Chip Ganassi Team UK | Ford GT                  | M          | 67 | Marino Franchitti       | 1-6      |
| Dempsey-Proton Racing     | Porsche 911 RSR          | M          | 77 | Richard Lietz           | Tutte    |
| Dempsey-Proton Racing     | Porsche 911 RSR          | M          | 77 | Michael Christensen     | Tutte    |
| Dempsey-Proton Racing     | Porsche 911 RSR          | M          | 77 | Philipp Eng             | 3        |
| Aston Martin Racing       | Aston Martin Vantage GTE | D          | 95 | Nicki Thiim             | Tutte    |
| Aston Martin Racing       | Aston Martin Vantage GTE | D          | 95 | Marco Sørensen          | Tutte    |
| Aston Martin Racing       | Aston Martin Vantage GTE | D          | 95 | Darren Turner           | 1-3      |
| Aston Martin Racing       | Aston Martin Vantage GTE | D          | 97 | Richie Stanaway         | 1-5, 7-8 |
| Aston Martin Racing       | Aston Martin Vantage GTE | D          | 97 | Fernando Rees           | 1-3, 6   |
| Aston Martin Racing       | Aston Martin Vantage GTE | D          | 97 | Jonathan "Jonny" Adam   | 2-3, 9   |
| Aston Martin Racing       | Aston Martin Vantage GTE | D          | 97 | Darren Turner           | 4-9      |

### Classe LMGTE Am
| Scuderia                | Vettura                  | Pneumatici | #  | Piloti                   | Gare     |
| ----------------------- | ------------------------ | ---------- | -- | ------------------------ | -------- |
| Larbre Compétition      | Chevrolet Corvette C7.R  | M          | 50 | Pierre Ragues            | Tutte    |
| Larbre Compétition      | Chevrolet Corvette C7.R  | M          | 50 | Yutaka Yamagishi         | 1-5, 7   |
| Larbre Compétition      | Chevrolet Corvette C7.R  | M          | 50 | Paolo Ruberti            | 1-2, 4   |
| Larbre Compétition      | Chevrolet Corvette C7.R  | M          | 50 | Jean-Philippe Belloc     | 3        |
| Larbre Compétition      | Chevrolet Corvette C7.R  | M          | 50 | Ricky Taylor             | 5-9      |
| Larbre Compétition      | Chevrolet Corvette C7.R  | M          | 50 | Lars Viljoen             | 6        |
| Larbre Compétition      | Chevrolet Corvette C7.R  | M          | 50 | Romain Brandela          | 8-9      |
| KCMG                    | Porsche 911 RSR          | M          | 78 | Christian Ried           | Tutte    |
| KCMG                    | Porsche 911 RSR          | M          | 78 | Wolf Henzler             | Tutte    |
| KCMG                    | Porsche 911 RSR          | M          | 78 | Joël Camathias           | Tutte    |
| AF Corse                | Ferrari 458 Italia GT2   | M          | 55 | Duncan Cameron           | 3        |
| AF Corse                | Ferrari 458 Italia GT2   | M          | 55 | Aaron Scott              | 3        |
| AF Corse                | Ferrari 458 Italia GT2   | M          | 55 | Matt Griffin             | 3        |
| AF Corse                | Ferrari 458 Italia GT2   | M          | 83 | François Perrodo         | Tutte    |
| AF Corse                | Ferrari 458 Italia GT2   | M          | 83 | Emmanuel Collard         | Tutte    |
| AF Corse                | Ferrari 458 Italia GT2   | M          | 83 | Rui Águas                | Tutte    |
| Gulf Racing             | Porsche 911 RSR          | M          | 86 | Michael Wainwright       | Tutte    |
| Gulf Racing             | Porsche 911 RSR          | M          | 86 | Adam Carroll             | Tutte    |
| Gulf Racing             | Porsche 911 RSR          | M          | 86 | Ben Barker               | Tutte    |
| Abu Dhabi-Proton Racing | Porsche 911 RSR          | M          | 88 | Khaled Al Qubaisi        | Tutte    |
| Abu Dhabi-Proton Racing | Porsche 911 RSR          | M          | 88 | David Heinemeier Hansson | Tutte    |
| Abu Dhabi-Proton Racing | Porsche 911 RSR          | M          | 88 | Klaus Bachler            | Tutte    |
| Abu Dhabi-Proton Racing | Porsche 911 RSR          | M          | 88 | Patrick Long             | 2-5, 7-9 |
| Abu Dhabi-Proton Racing | Porsche 911 RSR          | M          | 88 | Kévin Estre              | 6        |
| Aston Martin Racing     | Aston Martin Vantage GTE | D M        | 98 | Paul Dalla Lana          | Tutte    |
| Aston Martin Racing     | Aston Martin Vantage GTE | D M        | 98 | Pedro Lamy               | Tutte    |
| Aston Martin Racing     | Aston Martin Vantage GTE | D M        | 98 | Mathias Lauda            | Tutte    |
| Aston Martin Racing     | Aston Martin Vantage GTE | D M        | 99 | Andrew Howard            | 3        |
| Aston Martin Racing     | Aston Martin Vantage GTE | D M        | 99 | Liam Griffin             | 3        |
| Aston Martin Racing     | Aston Martin Vantage GTE | D M        | 99 | Gary Hirsch              | 3        |

## Cambiamenti tecnici
La FIA ha introdotto una serie di modifiche alle vetture LMP1 per il 2016 per ridurne la velocità. Ciò è dovuto al fatto che le auto del 2015 sono state significativamente più veloci del 2014 con la maggior parte dei record battuti nel 2015. Il ritmo di sviluppo dei propulsori ibridi ha portato a gareggiare con auto con oltre 1000 CV.

## Risultati e classifiche

### Risultati
Il concorrente con il miglior piazzamento iscritto al World Endurance Championship è elencato di seguito. Le iscrizioni su invito potrebbero essere terminate prima dei concorrenti del WEC nelle gare individuali.
| Gara | Evento                            | Circuito                      | Vincitori LMP1                                | Vincitori LMP2                                     | Vincitori LMGTE Pro                    | Vincitori LMGTE Am                                      | Resoconto |
| ---- | --------------------------------- | ----------------------------- | --------------------------------------------- | -------------------------------------------------- | -------------------------------------- | ------------------------------------------------------- | --------- |
| 1    | 6 Ore di Silverstone              | Circuito di Silverstone       | No. 2 Porsche Team                            | No. 43 RGR Sport by Morand                         | No. 71 AF Corse                        | No. 83 AF Corse                                         | Resoconto |
| 1    | 6 Ore di Silverstone              | Circuito di Silverstone       | Marc Lieb Neel Jani Romain Dumas              | Filipe Albuquerque Bruno Senna Ricardo González    | Davide Rigon Sam Bird                  | François Perrodo Emmanuel Collard Rui Águas             | Resoconto |
| 2    | 6 Ore di Spa-Francorchamps        | Circuito di Spa-Francorchamps | No. 8 Audi Sport Team Joest                   | No. 36 Signatech Alpine                            | No. 71 AF Corse                        | No. 98 Aston Martin Racing                              | Resoconto |
| 2    | 6 Ore di Spa-Francorchamps        | Circuito di Spa-Francorchamps | Oliver Jarvis Lucas di Grassi Loïc Duval      | Gustavo Menezes Nicolas Lapierre Stéphane Richelmi | Davide Rigon Sam Bird                  | Paul Dalla Lana Pedro Lamy Mathias Lauda                | Resoconto |
| 3    | 24 Ore di Le Mans                 | Circuit de la Sarthe          | No. 2 Porsche Team                            | No. 36 Signatech Alpine                            | No. 66 Ford Chip Ganassi Team UK       | No. 83 AF Corse                                         | Resoconto |
| 3    | 24 Ore di Le Mans                 | Circuit de la Sarthe          | Marc Lieb Neel Jani Romain Dumas              | Gustavo Menezes Nicolas Lapierre Stéphane Richelmi | Olivier Pla Stefan Mücke Billy Johnson | François Perrodo Emmanuel Collard Rui Águas             | Resoconto |
| 4    | 6 Ore del Nürburgring             | Nürburgring                   | No. 1 Porsche Team                            | No. 36 Signatech Alpine                            | No. 51 AF Corse                        | No. 98 Aston Martin Racing                              | Resoconto |
| 4    | 6 Ore del Nürburgring             | Nürburgring                   | Mark Webber Brendon Hartley Timo Bernhard     | Gustavo Menezes Nicolas Lapierre Stéphane Richelmi | Gianmaria Bruni James Calado           | Paul Dalla Lana Pedro Lamy Mathias Lauda                | Resoconto |
| 5    | 6 Ore del Messico                 | Autódromo Hermanos Rodríguez  | No. 1 Porsche Team                            | No. 43 RGR Sport by Morand                         | No. 97 Aston Martin Racing             | No. 88 Abu Dhabi-Proton Racing                          | Resoconto |
| 5    | 6 Ore del Messico                 | Autódromo Hermanos Rodríguez  | Mark Webber Brendon Hartley Timo Bernhard     | Filipe Albuquerque Bruno Senna Ricardo González    | Darren Turner Richie Stanaway          | Khaled Al Qubaisi Patrick Long David Heinemeier Hansson | Resoconto |
| 6    | 6 Ore del Circuito delle Americhe | Circuito delle Americhe       | No. 1 Porsche Team                            | No. 36 Signatech Alpine Matmut                     | No. 95 Aston Martin Racing             | No. 98 Aston Martin Racing                              | Resoconto |
| 6    | 6 Ore del Circuito delle Americhe | Circuito delle Americhe       | Mark Webber Brendon Hartley Timo Bernhard     | Gustavo Menezes Nicolas Lapierre Stéphane Richelmi | Nicki Thiim Marco Sørensen             | Paul Dalla Lana Pedro Lamy Mathias Lauda                | Resoconto |
| 7    | 6 Ore del Fuji                    | Circuito del Fuji             | No. 6 Toyota Gazoo Racing                     | No. 26 G-Drive Racing                              | No. 67 Ford Chip Ganassi Team UK       | No. 98 Aston Martin Racing                              | Resoconto |
| 7    | 6 Ore del Fuji                    | Circuito del Fuji             | Stéphane Sarrazin Mike Conway Kamui Kobayashi | Roman Rusinov Alex Brundle William "Will" Stevens  | Andrew "Andy" Priaulx Harry Tincknell  | Paul Dalla Lana Pedro Lamy Mathias Lauda                | Resoconto |
| 8    | 6 Ore di Shanghai                 | Circuito di Shanghai          | No. 1 Porsche Team                            | No. 26 G-Drive Racing                              | No. 67 Ford Chip Ganassi Team UK       | No. 98 Aston Martin Racing                              | Resoconto |
| 8    | 6 Ore di Shanghai                 | Circuito di Shanghai          | Mark Webber Brendon Hartley Timo Bernhard     | Roman Rusinov Alex Brundle William "Will" Stevens  | Andrew "Andy" Priaulx Harry Tincknell  | Paul Dalla Lana Pedro Lamy Mathias Lauda                | Resoconto |
| 9    | 6 Ore del Bahrain                 | Bahrain International Circuit | No. 8 Audi Sport Team Joest                   | No. 26 G-Drive Racing                              | No. 95 Aston Martin Racing             | No. 88 Abu Dhabi-Proton Racing                          | Resoconto |
| 9    | 6 Ore del Bahrain                 | Bahrain International Circuit | Oliver Jarvis Lucas di Grassi Loïc Duval      | Roman Rusinov Alex Brundle William "Will" Stevens  | Nicki Thiim Marco Sørensen             | Khaled Al Qubaisi Patrick Long David Heinemeier Hansson | Resoconto |

Le iscrizioni erano necessarie per completare la gara a tempo e per completare il 70% della distanza di gara complessiva dell'auto vincitrice per guadagnare punti campionato. Un unico punto bonus è stato assegnato alla squadra ea tutti i piloti della vettura della pole position per ciascuna categoria in qualifica. Per la 24 Ore di Le Mans, l'assegnazione dei punti ai risultati della gara è stata raddoppiata. Inoltre, una gara deve completare tre giri in condizioni di bandiera verde affinché i punti del campionato vengano assegnati.

### Classifica Piloti
| Durata | 1° | 2° | 3° | 4° | 5° | 6° | 7° | 8° | 9° | 10° | Altri | Pole |
| ------ | -- | -- | -- | -- | -- | -- | -- | -- | -- | --- | ----- | ---- |
| 6 Ore  | 25 | 18 | 15 | 12 | 10 | 8  | 6  | 4  | 2  | 1   | 0.5   | 1    |
| 8 Ore  | 38 | 27 | 23 | 18 | 15 | 12 | 9  | 6  | 3  | 2   | 1     | 1    |
| 24 Ore | 50 | 36 | 30 | 24 | 20 | 16 | 12 | 8  | 4  | 2   | 1     | 1    |

#### Classifica Piloti LMP1
| Pos. | Piloti               | Team                  | SIL | SPA | LMS | NÜR | MEX | COA | FUJ | SHA | BHR | Punti |
| ---- | -------------------- | --------------------- | --- | --- | --- | --- | --- | --- | --- | --- | --- | ----- |
| 1    | Marc Lieb            | Porsche Team          | 1   | 2   | 1   | 4   | 4   | 4   | 5   | 4   | 6   | 160   |
| 1    | Neel Jani            | Porsche Team          | 1   | 2   | 1   | 4   | 4   | 4   | 5   | 4   | 6   | 160   |
| 1    | Romain Dumas         | Porsche Team          | 1   | 2   | 1   | 4   | 4   | 4   | 5   | 4   | 6   | 160   |
| 2    | Oliver Jarvis        | Audi Sport Team Joest | Rit | 1   | 3   | 2   | 15  | 2   | 2   | 5   | 1   | 147.5 |
| 2    | Lucas di Grassi      | Audi Sport Team Joest | Rit | 1   | 3   | 2   | 15  | 2   | 2   | 5   | 1   | 147.5 |
| 2    | Loïc Duval           | Audi Sport Team Joest | Rit | 1   | 3   | 2   | 15  | 2   | 2   | 5   | 1   | 147.5 |
| 3    | Mike Conway          | Toyota Gazoo Racing   | 2   | Rit | 2   | 6   | 3   | 3   | 1   | 2   | 5   | 145   |
| 3    | Stéphane Sarrazin    | Toyota Gazoo Racing   | 2   | Rit | 2   | 6   | 3   | 3   | 1   | 2   | 5   | 145   |
| 3    | Kamui Kobayashi      | Toyota Gazoo Racing   | 2   | Rit | 2   | 6   | 3   | 3   | 1   | 2   | 5   | 145   |
| 4    | Mark Webber          | Porsche Team          | Rit | 16  | 10  | 1   | 1   | 1   | 3   | 1   | 3   | 134.5 |
| 4    | Brendon Hartley      | Porsche Team          | Rit | 16  | 10  | 1   | 1   | 1   | 3   | 1   | 3   | 134.5 |
| 4    | Timo Bernhard        | Porsche Team          | Rit | 16  | 10  | 1   | 1   | 1   | 3   | 1   | 3   | 134.5 |
| 5    | André Lotterer       | Audi Sport Team Joest | EX  | 5   | 4   | 3   | 2   | 6   | Rit | 6   | 2   | 104   |
| 5    | Marcel Fässler       | Audi Sport Team Joest | EX  | 5   | 4   | 3   | 2   | 6   | Rit | 6   | 2   | 104   |
| 5    | Benoît Tréluyer      | Audi Sport Team Joest | EX  | 5   | 4   |     | 2   | 6   | Rit | 6   | 2   | 104   |
| 7    | Dominik Kraihamer    | Rebellion Racing      | 3   | 3   | Rit | 7   | 5   | 7   | 6   | 17  | 7   | 66.5  |
| 7    | Alexandre Imperatori | Rebellion Racing      | 3   | 3   | Rit | 7   | 5   | 7   | 6   | 17  | 7   | 66.5  |
| 7    | Mathéo Tuscher       | Rebellion Racing      | 3   | 3   | Rit | 7   | 5   | 7   | 6   | 17  | 7   | 66.5  |
| 8    | Sébastien Buemi      | Toyota Gazoo Racing   | 16  | 17  | NC  | 5   | Rit | 5   | 4   | 3   | 4   | 60    |
| 8    | Kazuki Nakajima      | Toyota Gazoo Racing   | 16  | 17  | NC  | 5   | Rit | 5   | 4   | 3   | 4   | 60    |
| 8    | Anthony Davidson     | Toyota Gazoo Racing   | 16  | 17  | NC  | 5   |     | 5   | 4   | 3   | 4   | 60    |
| 9    | Nick Heidfeld        | Rebellion Racing      | 4   | 4   | 13  | 17  |     |     |     |     |     | 25.5  |
| 9    | Nicolas Prost        | Rebellion Racing      | 4   | 4   | 13  | 17  |     |     |     |     |     | 25.5  |
| 9    | Nelson Piquet Jr.    | Rebellion Racing      | 4   | 4   | 13  |     |     |     |     |     |     | 25.5  |
| 9    | Mathias Beche        | Rebellion Racing      |     |     |     | 17  |     |     |     |     |     | 25.5  |
| 11   | Simon Trummer        | ByKolles Racing Team  | 14  | 6   | Rit | Rit | 14  | 11  | Rit | 7   | 8   | 19.5  |
| 11   | Oliver "Oli" Webb    | ByKolles Racing Team  | 14  | 6   | Rit | Rit | 14  | 11  | Rit | 7   | 8   | 19.5  |
| 11   | Pierre Kaffer        | ByKolles Racing Team  |     |     | Rit | Rit | 14  |     | Rit | 7   | 8   | 19.5  |
| 11   | James Rossiter       | ByKolles Racing Team  | 14  | 6   |     |     |     |     |     |     |     | 19.5  |
| Pos. | Pilota               | Team                  | SIL | SPA | LMS | NÜR | MEX | COA | FUJ | SHA | BHR | Punti |

#### Classifica LMP1 per piloti di team privati
| Pos. | Pilota               | Team                 | SIL | SPA | LMS | NÜR | MEX | COA | FUJ | SHA | BHR | Punti |
| ---- | -------------------- | -------------------- | --- | --- | --- | --- | --- | --- | --- | --- | --- | ----- |
| 1    | Dominik Kraihamer    | Rebellion Racing     | 1   | 1   | Rit | 1   | 1   | 1   | 1   | 2   | 1   | 193   |
| 1    | Alexandre Imperatori | Rebellion Racing     | 1   | 1   | Rit | 1   | 1   | 1   | 1   | 2   | 1   | 193   |
| 1    | Mathéo Tuscher       | Rebellion Racing     | 1   | 1   | Rit | 1   | 1   | 1   | 1   | 2   | 1   | 193   |
| 2    | Oliver "Oli" Webb    | ByKolles Racing Team | 3   | 3   | Rit | Rit | 2   | 2   | Rit | 1   | 2   | 109   |
| 2    | Simon Trummer        | ByKolles Racing Team | 3   | 3   | Rit | Rit | 2   | 2   | Rit | 1   | 2   | 109   |
| 2    | Pierre Kaffer        | ByKolles Racing Team |     |     | Rit | Rit | 2   |     | Rit | 1   | 2   | 61    |
| 2    | James Rossiter       | ByKolles Racing Team | 3   | 3   |     |     |     |     |     |     |     | 30    |
| 3    | Nick Heidfeld        | Rebellion Racing     | 2   | 2   | 1   | 2   |     |     |     |     |     | 104   |
| 3    | Nicolas Prost        | Rebellion Racing     | 2   | 2   | 1   | 2   |     |     |     |     |     | 104   |
| 3    | Nelson Piquet Jr.    | Rebellion Racing     | 2   | 2   | 1   |     |     |     |     |     |     | 86    |
| 3    | Mathias Beche        | Rebellion Racing     |     |     |     | 2   |     |     |     |     |     | 18    |
| Pos. | Pilota               | Team                 | SIL | SPA | LMS | NÜR | MEX | COA | FUJ | SHA | BHR | Punti |

#### Classifica LMP2
| Pos. | Pilota                      | Team                      | SIL | SPA | LMS | NÜR | MEX | COA | FUJ | SHA | BHR | Punti |
| ---- | --------------------------- | ------------------------- | --- | --- | --- | --- | --- | --- | --- | --- | --- | ----- |
| 1    | Gustavo Menezes             | Signatech Alpine          | 4   | 1   | 1   | 1   | 2   | 1   | 3   | 4   | 3   | 199   |
| 1    | Nicolas Lapierre            | Signatech Alpine          | 4   | 1   | 1   | 1   | 2   | 1   | 3   | 4   | 3   | 199   |
| 1    | Stéphane Richelmi           | Signatech Alpine          | 4   | 1   | 1   | 1   | 2   | 1   | 3   | 4   | 3   | 199   |
| 2    | Filipe Albuquerque          | RGR Sport by Morand       | 1   | 4   | 6   | 2   | 1   | 2   | 2   | 3   | 2   | 166   |
| 2    | Bruno Senna                 | RGR Sport by Morand       | 1   | 4   | 6   | 2   | 1   | 2   | 2   | 3   | 2   | 166   |
| 2    | Ricardo González            | RGR Sport by Morand       | 1   | 4   | 6   | 2   | 1   | 2   | 2   | 3   | 2   | 166   |
| 3    | Roman Rusinov               | G-Drive Racing            | 3   | 5   | 2   | Rit | 7   | 3   | 1   | 1   | 1   | 162   |
| 3    | René Rast                   | G-Drive Racing            | 3   | 5   | 2   | Rit | 7   | 3   |     |     | 1   | 162   |
| 3    | Alex Brundle                | G-Drive Racing            |     |     |     | Rit | 7   | 3   | 1   | 1   | 1   | 162   |
| 3    | William "Will" Stevens      | G-Drive Racing            |     |     | 2   |     |     |     | 1   | 1   |     | 162   |
| 4    | Felipe "Pipo" Derani        | Extreme Speed Motorsports | 2   | 2   | 8   | 3   | 3   | 5   | 5   | 5   | 4   | 116   |
| 4    | Ryan Dalziel                | Extreme Speed Motorsports | 2   | 2   | 8   | 3   | 3   | 5   | 5   | 5   | 4   | 116   |
| 4    | Christopher "Chris" Cumming | Extreme Speed Motorsports | 2   | 2   | 8   | 3   | 3   | 5   | 5   | 5   | 4   | 116   |
| 5    | Jonny Kane                  | Strakka Racing            | 5   | Rit | 4   | 4   | 4   | Rit | 6   |     |     | 66    |
| 5    | Lewis Williamson            | Strakka Racing            | 5   | Rit | 4   | 4   | 4   | Rit | 6   |     |     | 66    |
| 5    | Nick Leventis               | Strakka Racing            |     |     |     | 4   | 4   | Rit |     |     |     | 66    |
| 5    | Danny Watts                 | Strakka Racing            | 5   | Rit | 4   |     |     |     |     |     |     | 66    |
| 6    | Kirill Ladygin              | SMP Racing                | 8   | 9   | 3   | 6   | Rit | 6   | 10  | 7   | 8   | 63    |
| 6    | Vitalij Petrov              | SMP Racing                | 8   | 9   | 3   | 6   | Rit | 6   | 10  | 7   | 8   | 63    |
| 6    | Viktor Shaytar              | SMP Racing                | 8   | 9   | 3   | 6   | Rit | 6   | 10  | 7   | 8   | 63    |
| Pos. | Pilota                      | Team                      | SIL | SPA | LMS | NÜR | MEX | COA | FUJ | SHA | BHR | Punti |

#### Classifica LMGTE Pro
| Pos. | Pilota                   | Team                      | SIL | SPA | LMS | NÜR | MEX | COA | FUJ | SHA | BHR | Punti |
| ---- | ------------------------ | ------------------------- | --- | --- | --- | --- | --- | --- | --- | --- | --- | ----- |
| 1    | Nicki Thiim              | Aston Martin Racing       | 3   | Rit | 2   | 3   | 3   | 1   | 5   | 4   | 1   | 156   |
| 1    | Marco Sørensen           | Aston Martin Racing       | 3   | Rit | 2   | 3   | 3   | 1   | 5   | 4   | 1   | 156   |
| 2    | Davide Rigon             | AF Corse                  | 1   | 1   | Rit | 2   | 4   | 3   | 4   | 5   | 3   | 134   |
| 2    | Sam Bird                 | AF Corse                  | 1   | 1   | Rit | 2   | 4   | 3   | 4   | 5   | 3   | 134   |
| 3    | Gianmaria Bruni          | AF Corse                  | 2   | Rit | Rit | 1   | 2   | 2   | 3   | 3   | 2   | 128   |
| 3    | James Calado             | AF Corse                  | 2   | Rit | Rit | 1   | 2   | 2   | 3   | 3   | 2   | 128   |
| 4    | Stefan Mücke             | Ford Chip Ganassi Team UK | 5   | Rit | 1   | 4   | 11  | 13  | 2   | 2   | 6   | 118   |
| 4    | Olivier Pla              | Ford Chip Ganassi Team UK | 5   | Rit | 1   | 4   | 11  | 13  | 2   | 2   | 6   | 118   |
| 4    | William "Billy" Johnson  | Ford Chip Ganassi Team UK | 5   | Rit | 1   |     |     |     |     |     |     | 118   |
| 5    | Andrew "Andy" Priaulx    | Ford Chip Ganassi Team UK | 4   | 2   | 10  | 12  | 5   | 4   | 1   | 1   | 4   | 117.5 |
| 5    | Harry Tincknell          | Ford Chip Ganassi Team UK | 4   | 2   | 10  | 12  | 5   | 4   | 1   | 1   | 4   | 117.5 |
| 5    | Marino Franchitti        | Ford Chip Ganassi Team UK | 4   | 2   | 10  | 12  | 5   | 4   |     |     |     | 117.5 |
| 6    | Darren Turner            | Aston Martin Racing       | 3   | Rit | 2   | 5   | 1   | 5   | 6   | Rit | 5   | 115   |
| 7    | Richie Stanaway          | Aston Martin Racing       | Rit | 3   | 3   | 5   | 1   |     | 6   | Rit |     | 88    |
|      | Fernando Rees            | Aston Martin Racing       | Rit | 3   | 3   |     |     | 5   |     |     |     | 55    |
|      | Jonathan Adam            | Aston Martin Racing       |     | 3   | 3   |     |     |     |     |     | 5   | 56    |
| 8    | Michael Christensen      | Dempsey-Proton Racing     | 9   | 4   | 6   | 6   | 6   | 6   | 7   | 6   | 7   | 74    |
| 8    | Richard Lietz            | Dempsey-Proton Racing     | 9   | 4   | 6   | 6   | 6   | 6   | 7   | 6   | 7   | 74    |
| 10   | Emmanuel Collard         | AF Corse                  | 6   | 6   | 4   | 8   | 8   | 12  | 9   | 8   | 10  | 55.5  |
| 10   | François Perrodo         | AF Corse                  | 6   | 6   | 4   | 8   | 8   | 12  | 9   | 8   | 10  | 55.5  |
| 10   | Rui Águas                | AF Corse                  | 6   | 6   | 4   | 8   | 8   | 12  | 9   | 8   | 10  | 55.5  |
| 14   | Mathias Lauda            | Aston Martin Racing       | 7   | 5   | Rit | 7   | Rit | 7   | 8   | 7   | Rit | 38    |
| 14   | Pedro Lamy               | Aston Martin Racing       | 7   | 5   | Rit | 7   | Rit | 7   | 8   | 7   | Rit | 38    |
| 14   | Paul Dalla Lana          | Aston Martin Racing       | 7   | 5   | Rit | 7   | Rit | 7   | 8   | 7   | Rit | 38    |
| 15   | Khaled Al Qubasi         | Abu Dhabi-Proton Racing   | 11  | 10  | 5   | 10  | 7   | 11  | 12  | 10  | 8   | 34.5  |
| 15   | David Heinemeier Hansson | Abu Dhabi-Proton Racing   | 11  | 10  | 5   | 10  | 7   | 11  | 12  | 10  | 8   | 34.5  |
| 15   | Patrick Long             | Abu Dhabi-Proton Racing   |     | 10  | 5   | 10  | 7   |     | 12  | 10  | 8   | 34.5  |
| Pos. | Pilota                   | Team                      | SIL | SPA | LMS | NÜR | MEX | COA | FUJ | SHA | BHR | Punti |

#### Classifica LMGTE Am
| Pos. | Pilota                   | Team                    | SIL | SPA | LMS | NÜR | MEX | COA | FUJ | SHA | BHR | Punti |
| ---- | ------------------------ | ----------------------- | --- | --- | --- | --- | --- | --- | --- | --- | --- | ----- |
| 1    | Emmanuel Collard         | AF Corse                | 1   | 2   | 1   | 2   | 2   | 6   | 2   | 2   | 3   | 188   |
| 1    | François Perrodo         | AF Corse                | 1   | 2   | 1   | 2   | 2   | 6   | 2   | 2   | 3   | 188   |
| 1    | Rui Águas                | AF Corse                | 1   | 2   | 1   | 2   | 2   | 6   | 2   | 2   | 3   | 188   |
| 2    | Khaled Al Qubaisi        | Abu Dhabi-Proton Racing | 5   | 6   | 2   | 4   | 1   | 5   | 5   | 4   | 1   | 151   |
| 2    | David Heinemeier Hansson | Abu Dhabi-Proton Racing | 5   | 6   | 2   | 4   | 1   | 5   | 5   | 4   | 1   | 151   |
| 2    | Patrick Long             | Abu Dhabi-Proton Racing |     | 6   | 2   | 4   | 1   |     | 5   | 4   | 1   | 151   |
| 3    | Mathias Lauda            | Aston Martin Racing     | 2   | 1   | Rit | 1   | Rit | 1   | 1   | 1   | Rit | 149   |
| 3    | Pedro Lamy               | Aston Martin Racing     | 2   | 1   | Rit | 1   | Rit | 1   | 1   | 1   | Rit | 149   |
| 3    | Paul Dalla Lana          | Aston Martin Racing     | 2   | 1   | Rit | 1   | Rit | 1   | 1   | 1   | Rit | 149   |
| 4    | Christian Ried           | KCMG                    | 4   | 4   | 6   | EX  | 3   | 2   | 3   | 3   | 2   | 121   |
| 4    | Wolf Henzler             | KCMG                    | 4   | 4   | 6   | EX  | 3   | 2   | 3   | 3   | 2   | 121   |
| 4    | Joël Camathias           | KCMG                    | 4   | 4   | 6   | EX  | 3   | 2   | 3   | 3   | 2   | 121   |
| 5    | Pierre Ragues            | Larbre Compétition      | 3   | 3   | 5   | 3   | Rit | 3   | 6   | 5   | 5   | 108   |
| 5    | Yutaka Yamagishi         | Larbre Compétition      | 3   | 3   | 5   | 3   | Rit |     | 6   |     |     | 108   |
| 6    | Michael Wainright        | Gulf Racing             | Rit | 5   | 3   | 5   | 4   | 4   | 4   | 6   |     | 106   |
| 6    | Adam Carroll             | Gulf Racing             | Rit | 5   | 3   | 5   | 4   | 4   | 4   | 6   | 106 |       |
| 6    | Ben Barker               | Gulf Racing             | Rit | 5   | 3   | 5   | 4   | 4   | 4   | 6   | 106 |       |
| Pos. | Pilota                   | Team                    | SIL | SPA | LMS | NÜR | MEX | COA | FUJ | SHA | BHR | Punti |

### Campionato costruttori
Sono stati contestati due titoli di produttori, uno per LMP e uno per LMGTE. Il World Endurance Championship for Manufacturers è aperto solo alle iscrizioni dei produttori nella categoria LMP1, mentre la World Endurance Cup for GT Manufacturers consente la partecipazione di tutte le iscrizioni dei produttori registrati in LMGTE Pro e LMGTE Am. Le prime due auto classificate di ogni produttore guadagnano punti per il loro totale.

#### Campionato costruttori LMP1
| Posizione | Costruttore | SIL | SPA | LMS | NÜR | MEX | COA | FUJ | SHA | BHR | Punti |
| --------- | ----------- | --- | --- | --- | --- | --- | --- | --- | --- | --- | ----- |
| 1         | Porsche     | 1   | 2   | 1   | 1   | 1   | 1   | 3   | 1   | 3   | 324   |
| 1         | Porsche     | Rit | 4   | 5   | 4   | 4   | 4   | 5   | 4   | 6   | 324   |
| 2         | Audi        | Rit | 1   | 3   | 2   | 2   | 2   | 2   | 5   | 1   | 266   |
| 2         | Audi        | EX  | 3   | 4   | 3   | 5   | 6   | Rit | 6   | 2   | 266   |
| 3         | Toyota      | 2   | 5   | 2   | 5   | 3   | 3   | 1   | 2   | 4   | 229   |
| 3         | Toyota      | 3   | Rit | NC  | 6   | Rit | 5   | 4   | 3   | 5   | 229   |

#### Campionato costruttori LMGTE Pro
| Posizione | Costruttore  | SIL | SPA | LMS | NÜR | MEX | COA | FUJ | SHA | BHR | Punti |
| --------- | ------------ | --- | --- | --- | --- | --- | --- | --- | --- | --- | ----- |
| 1         | Ferrari      | 1   | 1   | 4   | 1   | 2   | 2   | 3   | 3   | 2   | 294   |
| 1         | Ferrari      | 2   | 6   | Rit | 2   | 4   | 3   | 4   | 5   | 3   | 294   |
| 2         | Aston Martin | 3   | 3   | 2   | 3   | 1   | 1   | 5   | 4   | 1   | 287   |
| 2         | Aston Martin | 7   | 5   | 3   | 5   | 3   | 5   | 6   | 7   | 5   | 287   |
| 3         | Ford         | 4   | 2   | 1   | 4   | 5   | 4   | 1   | 1   | 4   | 241.5 |
| 3         | Ford         | 5   | Rit | 8   | 11  | 11  | 12  | 2   | 2   | 6   | 241.5 |
| 4         | Porsche      | 8   | 4   | 5   | 6   | 6   | 6   | 7   | 6   | 7   | 123   |
| 4         | Porsche      | 9   | 7   | 6   | 9   | 7   | 8   | 10  | 9   | 8   | 123   |

### Classifica team
Tutte le categorie assegnano un trofeo a squadre per ogni singola voce, sebbene LMP1 sia limitato alle iscrizioni non di un produttore.

#### Trofeo endurance team privati LMP1
| Posizione | Macchina | Team                 | SIL | SPA | LMS | NÜR | MEX | COA | FUJ | SHA | BHR | Punti |
| --------- | -------- | -------------------- | --- | --- | --- | --- | --- | --- | --- | --- | --- | ----- |
| 1         | 13       | Rebellion Racing     | 1   | 1   | Rit | 1   | 1   | 1   | 1   | 2   | 1   | 193   |
| 2         | 4        | ByKolles Racing Team | 3   | 3   | Rit | Rit | 2   | 2   | Rit | 1   | 3   | 109   |
| 3         | 12       | Rebellion Racing     | 2   | 2   | 1   | 2   |     |     |     |     |     | 104   |

#### Trofeo endurance team LMP2
| Posizione | Macchina | Team                      | SIL | SPA | LMS | NÜR | MEX | COA | FUJ | SHA | BHR | Punti |
| --------- | -------- | ------------------------- | --- | --- | --- | --- | --- | --- | --- | --- | --- | ----- |
| 1         | 36       | Signatech Alpine          | 4   | 1   | 1   | 1   | 2   | 1   | 3   | 4   | 3   | 199   |
| 2         | 43       | RGR Sport by Morand       | 1   | 3   | 6   | 2   | 1   | 2   | 2   | 3   | 2   | 169   |
| 3         | 26       | G-Drive Racing            | 3   | 4   | 2   | Rit | 7   | 3   | 1   | 1   | 1   | 164   |
| 4         | 31       | Extreme Speed Motorsports | 2   | 2   | 8   | 3   | 3   | 5   | 5   | 5   | 4   | 116   |
| 5         | 30       | Extreme Speed Motorsports | 8   | 5   | 7   | 9   | 8   | 7   | 4   | 2   | 5   | 78    |
| 6         | 37       | SMP Racing                | 7   | 7   | 3   | 6   | Rit | 6   | 10  | 7   | 7   | 71    |
| 7         | 42       | Strakka Racing            | 5   | Rit | 4   | 4   | 4   | Rit | 6   |     |     | 66    |
| 8         | 27       | SMP Racing                | 9   | Rit | 5   | 8   | 6   | 4   | 8   | 6   | 8   | 62    |
| 9         | 35       | Baxi DC Racing Alpine     | 6   | Rit | Rit | 7   | 5   | 8   | 9   | 8   | 6   | 42    |
| 10        | 44       | Manor                     | Rit | 6   | Rit | 5   | Rit | Rit | 7   | 9   | 9   | 29    |

#### Trofeo endurance team LMGTE Pro
| Posizione | Macchina | Team                      | SIL | SPA | LMS | NÜR | MEX | COA | FUJ | SHA | BHR | Punti |
| --------- | -------- | ------------------------- | --- | --- | --- | --- | --- | --- | --- | --- | --- | ----- |
| 1         | 95       | Aston Martin Racing       | 3   | Rit | 2   | 3   | 3   | 1   | 5   | 4   | 1   | 156   |
| 2         | 67       | Ford Chip Ganassi Team UK | 4   | 2   | 5   | 7   | 5   | 4   | 1   | 1   | 4   | 141   |
| 3         | 71       | AF Corse                  | 1   | 1   | Rit | 2   | 4   | 3   | 4   | 5   | 3   | 134   |
| 4         | 66       | Ford Chip Ganassi Team UK | 5   | Rit | 1   | 4   | 7   | 7   | 2   | 2   | 6   | 129   |
| 5         | 51       | AF Corse                  | 2   | Rit | Rit | 1   | 2   | 2   | 3   | 3   | 2   | 128   |
| 6         | 97       | Aston Martin Racing       | Rit | 3   | 3   | 5   | 1   | 5   | 6   | Rit | 5   | 109   |
| 7         | 77       | Dempsey-Proton Racing     | 6   | 4   | 4   | 6   | 6   | 6   | 7   | 6   | 7   | 88    |

#### Trofeo endurance team LMGTE Am
| Posizione | Macchina | Team                    | SIL | SPA | LMS | NÜR | MEX | COA | FUJ | SHA | BHR | Punti |
| --------- | -------- | ----------------------- | --- | --- | --- | --- | --- | --- | --- | --- | --- | ----- |
| 1         | 83       | AF Corse                | 1   | 2   | 1   | 2   | 2   | 6   | 2   | 2   | 3   | 188   |
| 2         | 88       | Abu Dhabi-Proton Racing | 5   | 6   | 2   | 4   | 1   | 5   | 5   | 4   | 1   | 151   |
| 3         | 98       | Aston Martin Racing     | 2   | 1   | Rit | 1   | Rit | 1   | 1   | 1   | Rit | 149   |
| 4         | 78       | KCMG                    | 4   | 4   | 5   | EX  | 3   | 2   | 3   | 3   | 2   | 125   |
| 5         | 50       | Larbre Compétition      | 3   | 3   | 4   | 3   | Rit | 3   | 6   | 5   | 5   | 112   |
| 6         | 86       | Gulf Racing             | Rit | 5   | 3   | 5   | 4   | 4   | 4   | 6   | 4   | 106   |